# Vereščaginovo pravidlo

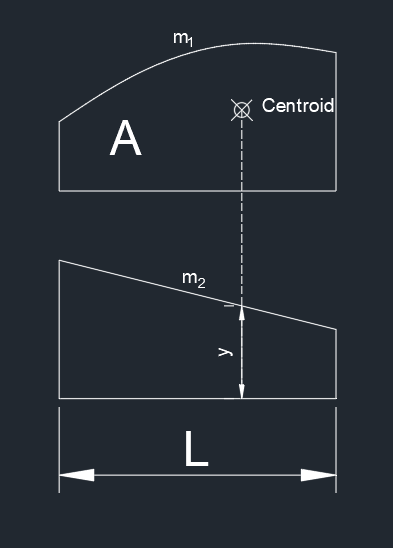
Příklad Vereščaginova pravidla

Vereščaginovo pravidlo je způsob, kterým lze jednoduše vyčíslit hodnotu určitého integrálu součinu dvou funkcí. Pravidlo bylo popsáno ruským inženýrem Andrejem Konstantinovičem Vereščaginem v roce 1925.

## Definice
Pravidlo říká, že pro získání numerické hodnoty určitého integrálu součinu dvou funkcí stačí vynásobit plochu opsanou určitým integrálem první funkce {\displaystyle f(x)} a pořadnici těžiště obrazce funkce druhé ({\displaystyle g(x)}). Obě funkce musejí být hladce spojité a funkce {\displaystyle g(x)} musí být navíc lineární. Definice je založena na Mohrově integrálu.
{\displaystyle \int _{a}^{b}f(x)\cdot g(x)\,\mathrm {d} x=A_{f(a,b)}\cdot g_{t}}
Ve vzorci označuje {\displaystyle f(x)} a {\displaystyle g(x)} dvě násobené funkce, {\displaystyle A_{f(a,b)}} je plocha určitého integrálu funkce {\displaystyle f(x)} na intervalu {\displaystyle (a,b)} a {\displaystyle g_{t}} je pořadnice funkce v těžišti plochy určitého integrálu funkce {\displaystyle g(x)} na stejném intervalu.

## Aplikace
Nejčastější aplikací Vereščaginova pravidla je výpočet průběhu ohybového momentu na staticky neurčité konstrukci pomocí silové metody (Maxwell-Mohrovy metody). Pro tento výpočet je vzorec upraven následovně:
{\displaystyle \int _{0}^{l}M{\overline {M}}\,\mathrm {d} x=A_{M}\cdot {\overline {M_{t}}}}
{\displaystyle M} označuje průběh momentu na základní staticky určité konstrukci, {\displaystyle {\overline {M}}} je průběh virtuálního momentu (vždy lineární či konstantní) a {\displaystyle l} je integrační délka (obvykle délka prutu).
Složitější obrazce lze skládat za použití principu superpozice.

## Příklady aplikace

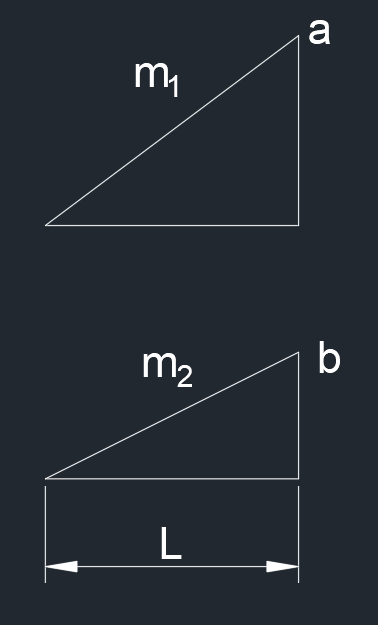
Pro integraci shodně orientovaných trojúhelníků platí:
{\displaystyle \int _{0}^{L}m_{1}m_{2}dx={\frac {Lab}{3}}}
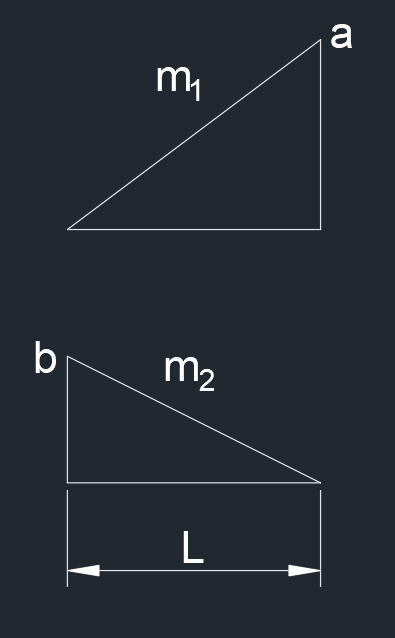
Pro integraci opačně orientovaných trojúhelníků platí:
{\displaystyle \int _{0}^{L}m_{1}m_{2}dx={\frac {Lab}{6}}}
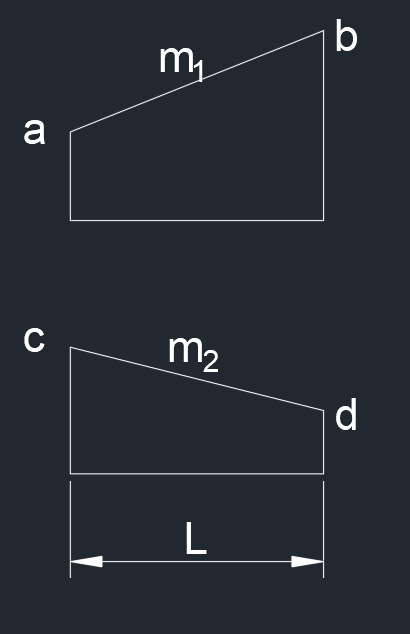
Pro integraci dvou lichoběžníků platí:{\displaystyle \int _{0}^{L}m_{1}m_{2}dx={\frac {L}{6}}[a(2c+d)+b(2d+c)]}
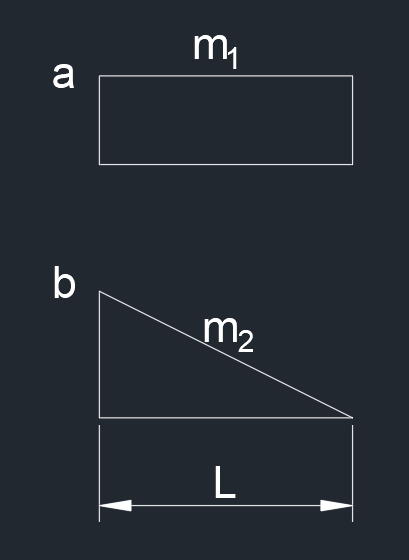
Pro integraci obdélníku a trojúhelníku platí:{\displaystyle \int _{0}^{L}m_{1}m_{2}dx={\frac {Lab}{2}}}
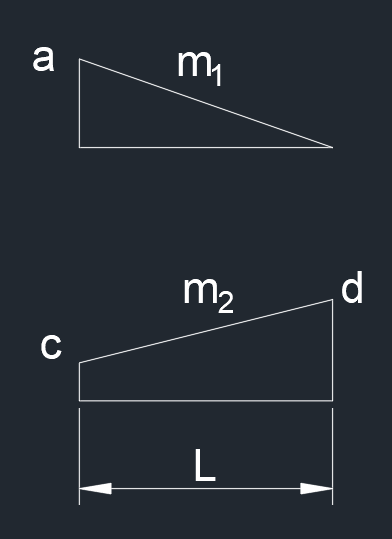
Pro integraci lichoběžníku a trojúhelníku platí:{\displaystyle \int _{0}^{L}m_{1}m_{2}dx={\frac {L}{6}}a(2c+d)}